# Vegetarianismo

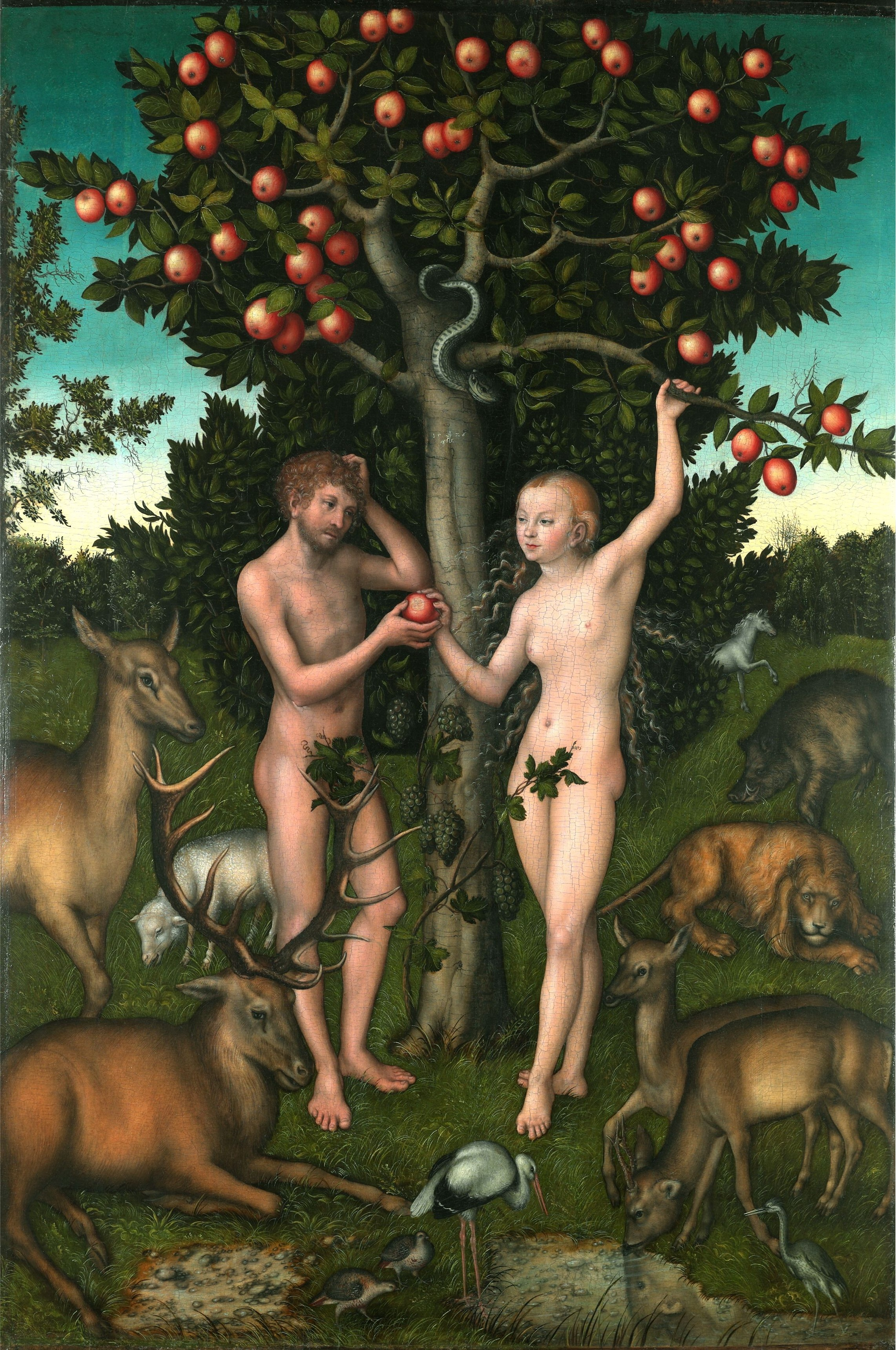
Adamo ed Eva, Olio su legno (1526) di Lucas Cranach il Vecchio, conservato presso la Courtauld Gallery a Londra

Il vegetarianismo o vegetarismo o vegetarianesimo designa, nell'ambito della nutrizione umana, un insieme di diverse pratiche alimentari che escludono dall'alimentazione la carne di qualsiasi animale (in primo luogo prodotti carnei e ittici). Sono decise sulla base di motivazioni etiche, ambientalistiche, religiose, igienistiche o salutistiche.

## Etimologia
Il termine italiano "vegetarianismo" deriva da "vegetariano", neologismo diffusosi agli inizi del XX secolo come adattamento dell'inglese vegetarian, a sua volta derivato da vegetable (che vive e cresce come una pianta), dall'antico francese vegetable (vivente, degno di vivere) con radice dal latino vegetus (sano, attivo, vigoroso).
Di uso comune per indicare il vegetarianismo è anche la forma abbreviata "vegetarismo", e la forma suffissata in "-esimo", "vegetarianesimo".

## Il costume vegetariano moderno

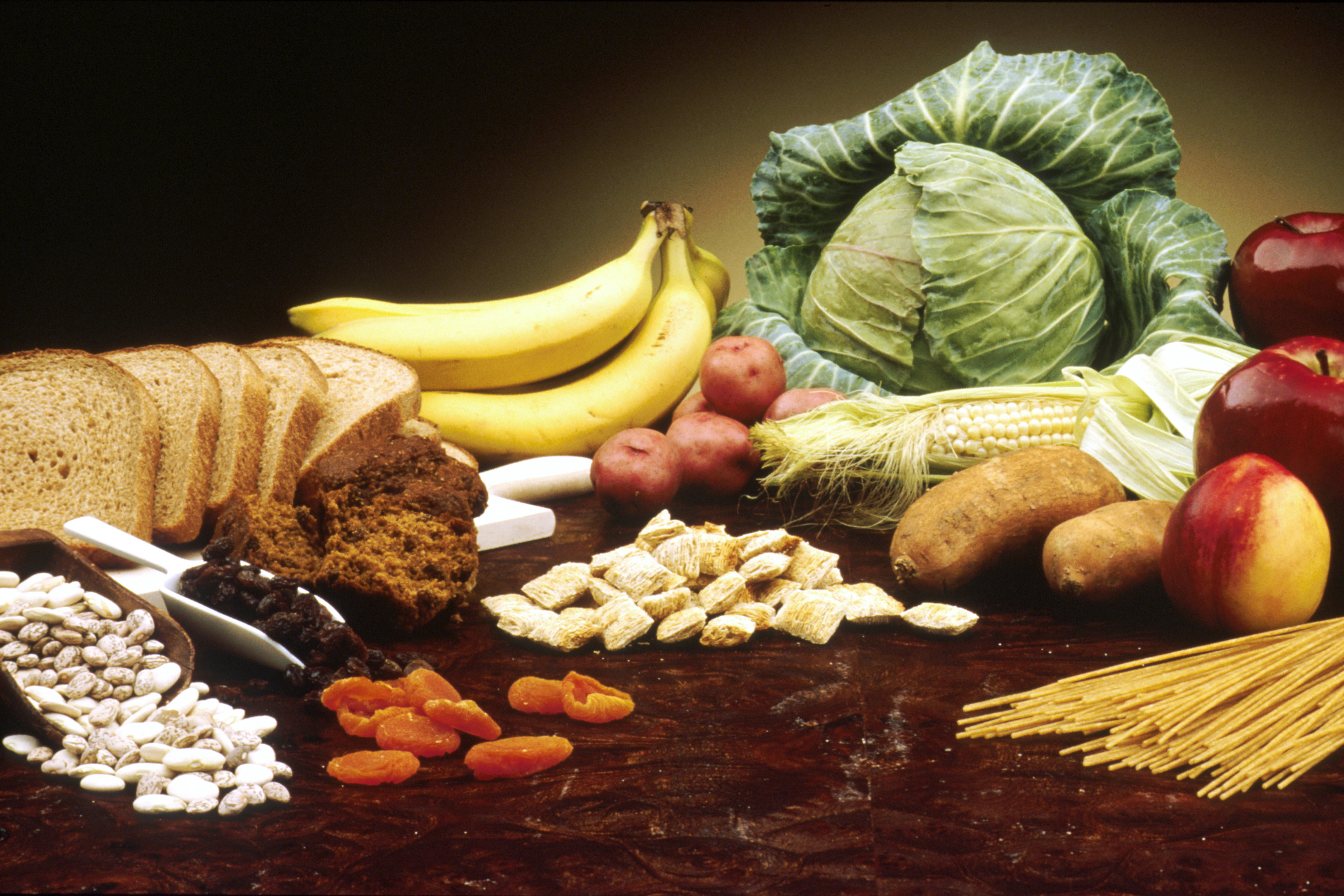
Alcuni ingredienti di una alimentazione vegetariana

Nella moderna condotta vegetariana si possono distinguere diverse pratiche alimentari, che si producono in abitudini dietetiche che, sebbene possano essere anche molto differenti l'una dall'altra, sono tutte accomunate dalla esclusione della carne di qualsiasi animale, terrestre, volatile o acquatico e in generale dei prodotti della macellazione e della pesca, compresi i sottoprodotti (fra cui uova di pesce, caglio animale, oli e grassi animali). Sono le seguenti:
- latto-ovo-vegetarianismo: esclude qualsiasi alimento derivato dall'uccisione diretta di animali, siano essi terrestri, volatili o marini, quali carne, pesce, molluschi e crostacei, ammettendo però qualunque prodotto animale indiretto, ovvero latte e derivati (yogurt, panna, ricotta, burro, formaggi, sia freschi sia stagionati, purché non contenenti caglio animale), uova, miele e tutti gli altri prodotti di alveare (pappa reale, propoli, polline), oltre ad alghe[13], funghi (di cui fanno parte i lieviti) e batteri (come i fermenti lattici e il lievito di birra). Questo regime alimentare nei paesi occidentali è il più diffuso tra le diete vegetariane[12], tanto che nel linguaggio comune è erroneamente indicata, per sineddoche, come dieta vegetariana;
- latto-vegetarianismo: come il latto-ovo-vegetarianismo, ma esclude anche le uova[13]. È un modello dietetico frequente nella tradizione asiatico-indiana[12][14], di cui fanno parte le diete yogiche e altre di estrazione induista come, ad esempio, la scelta alimentare dei viṣṇuiti, tra i cui precetti è compresa anche l'astensione dai funghi, dall'aglio, dalla cipolla e dai tartufi[15][16] e in generale dai vegetali (e funghi) che crescono sotto-terra. La dieta latto-vegetariana è molto diffusa tra i fedeli delle religioni dharmiche (Induismo, Buddhismo, Giainismo, Sikhismo), ed è normativa in quanto parte integrante dell'Ahimsa[17], principio religioso e morale che impone la nonviolenza nei confronti di tutti gli esseri viventi;
- ovo-vegetarianismo: l'opposto della dieta latto-vegetariana, essa prevede dunque l'astensione dal consumo di latticini, ma non di uova. Gli ovo-vegetariani, similmente ai vegani, ritengono anetico il consumo di latte animale e di conseguenza dei suoi prodotti derivati[18] ma, rispetto a quest'ultimi, non rigettano le uova (se non fecondate, naturalmente e preferibilmente provenienti da allevamenti a terra[19]) e altri derivati animali, come il miele. Un'altra delle possibili ragioni che possano spingere un vegetariano a seguire questa particolare dieta possono anche essere l'intolleranza al lattosio o, addirittura, forme d'allergia al latte;
- veganismo: esclude tutti gli alimenti di origine animale (carne, pesce, molluschi e crostacei, latte e derivati, uova, miele e altri prodotti delle api) e ammette qualunque alimento di origine vegetale (con l'eccezione del polline perché ricavato dall'apicoltura), oltre ad alghe, funghi e batteri.[20]
- crudismo vegano: ammette esclusivamente cibi vegetali non sottoposti a trattamenti termici oltre i 42 °C[21] (è ammessa l'essiccazione). Questo modello dietetico è composto prevalentemente da frutta, verdura, noci e semi, cereali e legumi germogliati[14][22]. È da distinguersi dal crudismo non vegano, in cui si utilizzano latticini non pastorizzati e perfino carne e pesce crudi[14];
- fruttarismo: pratica alimentare che prevede soltanto il consumo di frutta dolce (come la mela) e ortaggi contenenti semi (come il pomodoro). Sono escluse tutte le parti delle piante oltre i frutti, e quindi le radici (come la carota), i fusti (come il sedano), le foglie (come la lattuga), i fiori (come il carciofo) e i semi (come il fagiolo). Si basa sull'ipotesi che i frutti siano il cibo elettivo per l'uomo[23][24][25] e sull'ideale che le piante, in quanto esseri viventi al pari degli animali, non vadano in alcun modo sfruttate e danneggiate.

Coloro che seguono queste pratiche alimentari sono classificati genericamente come vegetariani, anche se all'interno di tale gruppo gli individui sono distinti in base al tipo specifico di dieta seguita e, soprattutto, alle motivazioni di base prevalenti, che distinguono in particolare i semplici vegetariani (latto-ovo-vegetariani, latto-vegetariani, ovo-vegetariani) dai vegani (vegetaliani, crudo-vegani, fruttariani). I semplici vegetariani, che normalmente includono l'alimentazione in una più vasta scelta etica, evitano inoltre alimenti che comprendono alcuni particolari ingredienti di origine animale, anche in ridotte quantità, come i prodotti da forno preparati con strutto oppure alimenti ottenuti con coadiuvanti come il caglio animale, utilizzato per la realizzazione della maggior parte dei formaggi, come il carbone animale, utilizzato per chiarificare lo zucchero e come la gelatina animale, utilizzata per chiarificare il vino. I vegani ritengono tuttavia che il semplice vegetarianismo non eviti l'uccisione indiretta degli animali allevati, perché questa viene solo posticipata nel tempo con la futura macellazione. I semplici vegetariani invece credono nell'ideale che si possa dar vita a un rapporto simbiotico di autentico mutualismo tra uomo e animale dove, in particolare, l'allevamento non preveda il maltrattamento e il fine ultimo della macellazione.

## Storia

### Il vegetarianismo nei grandi movimenti religiosi
Le prime testimonianze attendibili di una pratica vegetariana risalgono all'incirca al VI secolo a.C. e sono associate alla nascita dei primi grandi movimenti religiosi: l'Induismo, in cui si trovano molti argomenti e pratiche a favore del vegetarianismo; lo Zoroastrismo, sorto nell'antica Persia (attuale Iran) e poi diffusosi e affermatosi in tutta l'Asia centrale e basato sugli insegnamenti del profeta Zoroastro (o Zarathustra), vegetariano e contrario a ogni genere di azione violenta; il Giainismo, sorto in India e basato sugli insegnamenti di Mahavira, che proponeva ai fedeli un'alimentazione strettamente vegetariana; il Buddismo, nato anch'esso in India sotto la guida di Buddha, che esortava al rispetto per tutti gli esseri senzienti e la difesa della vita; il Taoismo, sviluppatosi in Cina grazie all'opera di Laozi, che considerava la natura come sacra, una concezione che favorì il diffondersi di abitudini vegetariane presso molti suoi seguaci.

### Il vegetarianismo in Occidente

#### Il vegetarianismo dall'Antica Grecia al Medioevo
Nell'antica Grecia il consumo della carne era limitato in genere tra uno a due chilogrammi a persona all'anno, la quale veniva obbligatoriamente macellata secondo precisi riti sacrificali, senza i quali si correva il rischio di cadere nella «animalità». Per contro, il consumo dei latticini e del pesce era notevole. Nei banchetti omerici si usava mangiare agnello o bue allo spiedo. La carne meno costosa era quella di maiale. Con l'età d'oro ad Atene compare la cacciagione e il pollame, considerate, nelle epoche precedenti, carni immonde.
Nell'VIII secolo a.C. Esiodo descrive l'ideale festa contadina in Le opere e i giorni: «Abbi allora entro una roccia ombrosa riparo, abbi vino di Biblo, una focaccia, carne di capre, e non siano in caldo, carne di manza pasciuta nei boschi, e non abbia figliato, ...»
Pitagora (570-495 a.C. circa), non ha lasciato alcuno scritto, ma è conosciuto solo attraverso il resoconto che ne danno i suoi discepoli e l'immagine che ne darà seicento anni più tardi il poeta romano Ovidio nelle Metamorfosi, lo renderà il riferimento principale dei vegetariani:
I biografi e gli autori del mito pitagorico, fra cui lo stesso Ovidio, spiegano totalmente o in parte il vegetarianismo di Pitagora con la credenza nella metempsicosi e il Pitagora di Ovidio inoltre condanna anche il sacrificio rituale, ritenendo che la perversa dieta carnea, negazione della condizione felice dell'antica età dell'oro, sia nata col sacrificio cruento agli dei: in tal modo, il vegetarianismo pitagorico si configura non soltanto come una scelta privata, ma anche come un rifiuto dai risvolti politici e sociali. Tuttavia, tra i seguaci di Pitagora solo gli appartenenti alla cerchia più stretta praticavano regolarmente il vegetarianismo, mentre i discepoli della cerchia più esterna non avevano l'obbligo di rispettare completamente la regola vegetariana, ma si astenevano comunque da alcuni animali e parti di animale, soprattutto il bue che per Pitagora era il più vicino all'uomo.
La pratica vegetariana compariva anche nella corrente religiosa dell'orfismo, un movimento religioso sorto in Grecia intorno al VI secolo a.C. e incentrato sulla figura mitica di Orfeo, che nel suo rapporto con la natura e la sua vicinanza al mondo animale presenta uno dei suoi aspetti più importanti. Le dottrine orfiche indicano una "vita pura", la "via orfica" (bios orphikos Ὀρφικὸς βίος), una serie di regole non derogabili come sentiero da seguire per liberare la parte divina contenuta nell'uomo. Principale di queste regole è l'astinenza dalle uccisioni, da cui consegue il rifiuto del culto sacrificale, implicando un'alimentazione a base di vegetali..

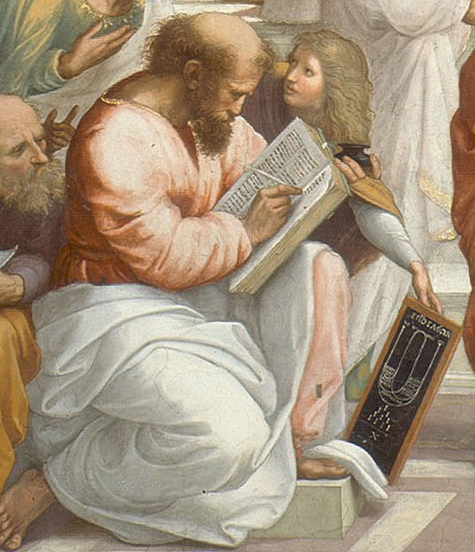
Pitagora nell'affresco della Scuola di Atene. Pitagora è considerato l'iniziatore e l'emblema stesso del vegetarianismo dell'antica Grecia.

Nella metempsicosi credeva anche Empedocle (490-430 a.C. circa), dedito anch'egli alla dieta pitagorica e ugualmente contrario al sacrificio animale. Secondo la leggenda, dopo una vittoria olimpica alla corsa dei carri, per rispettare l'usanza che il vincitore sacrificasse un bue, fece fabbricare un bue di mirra, incenso e aromi e lo distribuì secondo rito. Eraclito, mentre dimorava sulle montagne vicino a Efeso per mediatare, si cibava di sole piante.
Sebbene successivamente con Aristotele (384-322 a.C.) venga negata agli animali la ragione, il logos, instaurandosi un confine netto tra l'uomo e l'animale, non tutti i suoi discepoli concordavano con questa visione, e sembra che molti siano stati vegetariani. Tra questi, Teofrasto (371-287 a.C.), autore di un trattato sulla pietà, condanna il sacrificio cruento e il consumo di carne, affermando che uccidere un animale è ingiusto, perché lo si priva della vita. Senocrate (396–314 a.C.) e probabilmente Polemone (350-270/269 a.C.), scolarchi dell'Accademia di Atene, e alcuni dei principali platonici e neoplatonici, tra i quali Plutarco (46-120 d.C.), Porfirio (232-309 d.C.), Apollonio di Tiana (2-98 d.C.) e Plotino (203/205–270 d.C.), sono altre figure importanti dell'antica Grecia dedite al vegetarianismo.

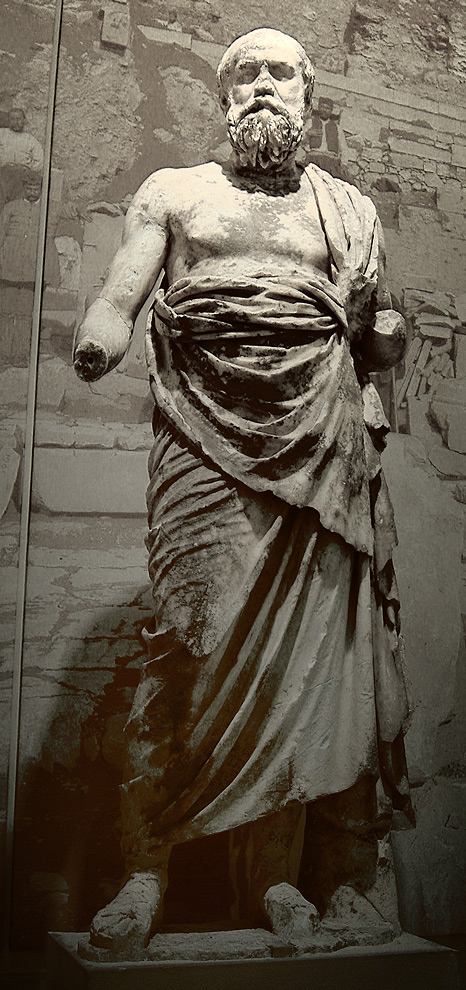
Una statua di Plutarco

Anche Epicuro era vegetariano e invitò i suoi discepoli a esserlo.
Plutarco, in polemica con Aristotele e con le idee degli stoici, (Seneca a parte, il quale in gioventù era vegetariano, sia per motivi di salute che per pietà verso gli animali) secondo le quali non esisterebbe alcuna relazione di giustizia tra l'uomo e gli animali, nel suo dialogo Sull'intelligenza degli animali comincia con una condanna della caccia e della macellazione, in quanto fonte di insensibilità e crudeltà e quindi causa di un danno sociale, e presenta un gran numero di argomenti a favore della razionalità animale.
Nel saggio Del mangiar carne, invece, si concentra sull'orrore di quella che considera come un'inutile crudeltà, legata non alla povertà e alla necessità, ma all'arroganza della ricchezza:
così anche nell'invettiva che costituisce l'introduzione dello stesso saggio:
Porfirio, nell'Astinenza degli animali, tratta il sacrificio degli animali e il consumo della carne come uno sviluppo del sacrificio umano e del cannibalismo e riconosce una piena continuità fra uomo e animale, rivendicando per quest'ultimo non solo la ragione, ma anche un linguaggio, pur se l'essere umano non è in grado di comprenderlo: «è infatti come se i corvi sostenessero che solo la loro è voce e che noi siamo privi di ragione perché non diciamo parole facilmente riconoscibili a essi». Fondamentalmente, afferma Porfirio, gli argomenti dell'uomo contro la ragione animale sono dovuti alla ghiottoneria.
Nel III secolo viene fondato nell'antica Persia il manicheismo, che presto si diffonde in tutto l'Impero romano e i cui iniziati non si cibavano né di carne né di uova e non bevevano vino – una forma di vegetarianismo che traeva origine dal loro sistema religioso, basato su una visione dualistica imperniata sul conflitto tra i due principi opposti della Luce e delle Tenebre.
Più tardi, tra il XII ed il XIV secolo, si diffonde in Europa il catarismo: la convinzione che tutto il mondo materiale fosse opera del Male comportava la negazione dell'atto sessuale – considerato come un'aberrazione, soprattutto in quanto responsabile della procreazione, cioè di una nuova prigionia per un altro spirito – e pertanto i catari rifiutavano ogni alimento originato da un atto sessuale (carne e uova – ma non il pesce, in quanto in epoca medievale non era ancora nota la genesi per riproduzione sessuale degli animali acquatici).

#### Il vegetarianismo nell'età moderna
La Gran Bretagna è considerata la patria del vegetarianismo moderno. Il primo paladino del vegetarianismo dell'isola britannica a suscitare l'attenzione è il cappellaio Roger Crab, che emerge sulla scena inglese durante la rivoluzione degli anni quaranta del Seicento. Crab, che aderì a una forma di vegetarianismo stretto (ovvero seguiva, come venne definita in seguito, una dieta vegana), considerava il consumo di carne un lusso e causa di rialzo dei prezzi e di aggravamento della povertà.
Nella seconda metà del Seicento, durante l'espansione coloniale della potenza inglese e l'avvio dello sfruttamento degli schiavi neri per la produzione dello zucchero, si aggiungono al vegetarianismo nuovi argomenti legati al mutamento del contesto storico. Una figura emblematica di questa fase è lo scrittore inglese Thomas Tryon, che denuncia il comportamento dell'europeo cristiano definendolo un oppressore intollerante il cui lusso e i cui sprechi «non possono essere mantenuti se non principalmente grazie alla grande Oppressione degli Uomini e degli Animali».
Nel Settecento il vegetarianismo incomincia a essere un argomento sostenuto e diffuso anche dai medici, in nome della salute e delle caratteristiche dell'anatomia e della fisiologia umana che, a partire dall'apparato digerente, dalla dentatura e dalle mani, dimostrerebbero la natura vegetariana dell'uomo. Tra i più noti medici e scienziati fautori del vegetarianismo nell'Europa di questo periodo troviamo in Svezia Linneo e i suoi discepoli, in Francia Louis Lémery e Philippe Hecquet, in Inghilterra Edward Tyson, John Arbuthnot (medico della famiglia reale inglese) e George Cheyne, in Italia Antonio Cocchi – la cui influenza ebbe dimensioni internazionali e che nel 1743 pubblicò Del vitto pitagorico per uso della medicina, destinato a essere più volte ristampato e tradotto sia nel Settecento che nell'Ottocento e a suscitare un vivo dibattito, soprattutto tra i medici italiani dell'epoca.
In questo periodo Voltaire torna sulla questione della crudeltà verso gli animali e del vegetarianismo in numerose opere, mentre in Inghilterra, soprattutto dalla fine del Settecento, si parla sempre più di vegetarianismo e si susseguono alcune pubblicazioni notabili. Nel 1791 esce il pamphlet The Cry of Nature, di John Oswald, in cui l'autore presenta una presa di posizione politica a favore del vegetarianismo, considerando il mutamento radicale del rapporto con gli animali e la natura un nodo politico essenziale per giungere alla fondazione di una società egualitaria. Nel 1802 viene pubblicato An Essay on Abstinence from Animal Food, as a Moral Duty, di Joseph Ritson, un attacco frontale all'antropocentrismo. Nel 1811 esce The Return to Nature, di John Frank Newton, una difesa basata su testimonianze di tipico medico ed etnologico del regime vegetariano e, un paio di anni più tardi, nel 1813, Percy Shelley pubblica Vindication of Natural Diet, in cui indica la dieta carnea come un simbolo del lusso che, insieme con altri falsi bisogni indotti tra i poveri, ritiene all'origine dello sfruttamento del lavoro e delle disuguaglianze sociali.

#### L'Ottocento e la costituzione della Vegetarian Society

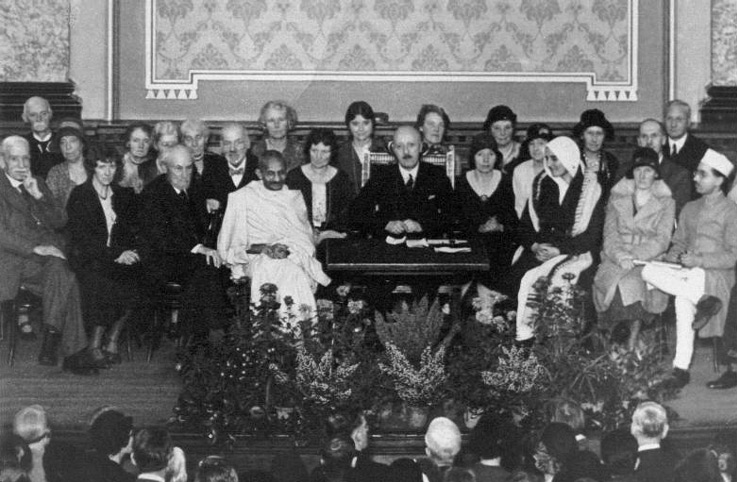
Gandhi alla Vegetarian Society (Londra, 1931)

In Inghilterra questo fermento del vegetarianismo nel panorama culturale del paese porterà, nella prima metà dell'Ottocento, alla nascita di un movimento vegetariano inglese e alla costituzione della Vegetarian Society, fondata il 30 settembre 1847 a Ramsgate. Nei decenni successivi sorsero altre società vegetariane anche in altri paesi: nel 1867 il teologo Eduard Baltzer fonda la prima società vegetariana della Germania, verso la fine dell'Ottocento viene fondata la Société Végétarienne de France e nella seconda metà del Novecento l'Associazione vegetariana italiana.
Negli Stati Uniti dell'Ottocento troviamo molte vegetariane nel nascente movimento per i diritti delle donne: tra queste, Harriet Beecher Stowe (conosciuta per il suo La capanna dello zio Tom), che nel 1896 pubblica un articolo sui diritti degli animali su Heart and Home, un periodico destinato al pubblico femminile; Margaret Fuller, che in Woman in the Nineteenth-Century afferma che l'integrazione della donna nella vita pubblica avrebbe portato a una femminilizzazione della cultura, la quale avrebbe posto fine a ogni forma di sofferenza, compresa l'uccisione degli animali per l'alimentazione umana; Elizabeth Stuart Phelps Ward, autrice di libri contro la vivisezione; e inoltre Lucy Stone, Amelia Bloomer, Susan B. Anthony, Elizabeth Cady Stanton, le quali si riunivano abitualmente insieme con l'antischiavista Horace Greeley, direttore del Tribune, per brindare «ai diritti delle donne e al vegetarianismo».
Una figura importante di questo periodo è l'inglese Henry Stephens Salt, vegetariano etico instancabile difensore con numerose opere di quelli che l'autore stesso comincia a chiamare animal rights (diritti animali). Salt vedeva anche una evidente contraddizione in chi dichiarava di battersi per la protezione degli animali continuando a seguire una dieta carnea.
Tra le figure celebri del vegetarianismo tra l'Ottocento e gli inizi del Novecento si distinguono tra gli altri: il poeta francese Alphonse de Lamartine che, pur avendo in seguito abbandonato questo regime alimentare dopo essere stato cresciuto vegetariano dalla madre, nelle sue opere continuò a insistere sul tema della crudeltà dell'uccisione degli animali e della dieta carnea; il compositore tedesco Richard Wagner, autore anche di scritti contro la vivisezione, le cui idee, tuttavia, erano influenzate da un antisemitismo che lo condusse a incriminare il consumo di carne come il male che aveva contaminato la razza ariana; lo scrittore russo Lev Tolstoj, passato al vegetarianismo nel 1885, durante il suo periodo di profonda crisi spirituale che lo spinse ad adottare una posizione di difesa nonviolenta per gli oppressi; il politico indiano Mohandas Gandhi, trasferitosi a Londra a vent'anni per studiare legge dove entrò presto in contatto con i membri della Vegetarian Society, di cui divenne prima socio e poi dirigente; il commediografo irlandese George Bernard Shaw, che diede un notevole contributo alla diffusione della causa vegetariana, battendosi anche contro la vivisezione e gli sport cruenti. Altre femministe inglesi di questo periodo furono vegetariane, come Charlotte Despard, leader della Woman's Freedom League.

#### Il Novecento e la questione filosofica
L'espansione internazionale del movimento vegetariano porta nel 1908 alla fondazione dell'International Vegetarian Union, mentre nel novembre del 1944 nasce in Inghilterra, a Londra, la Vegan Society, fondata da Donald Watson, che vedeva l'abbandono di latte, latticini e uova come una logica conseguenza della scelta vegetariana, dato il legame tra la produzione di questi alimenti e l'industria dell'allevamento.
Durante gli anni sessanta del Novecento il vegetarianismo sarà molto diffuso nel nascente movimento di rivolta giovanile antiautoritaria come parte del rifiuto della vita borghese e della scelta di una povertà volontaria vissuta come indipendenza mentale e moderazione per il corpo e lo spirito.

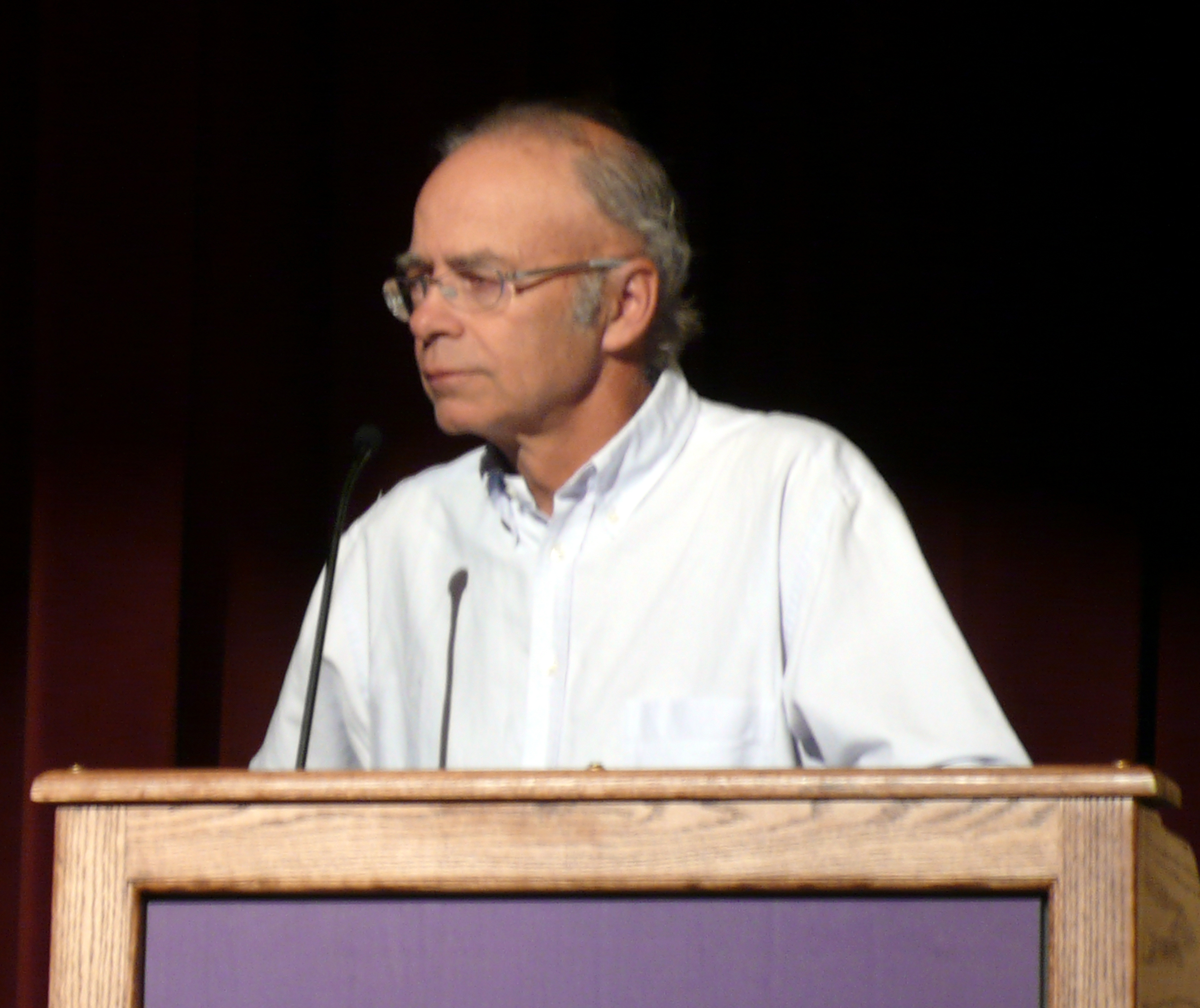
Peter Singer, autore di Animal Liberation

Nel 1975 viene pubblicato Liberazione animale, del filosofo australiano Peter Singer, la prima opera contemporanea sui diritti animali che conosce una vasta diffusione internazionale. Nell'opera Singer fornisce argomenti razionali contro il pregiudizio e la discriminazione di specie (specismo) e indica il vegetarianismo come un obbligo etico nel rispetto della vita degli animali: secondo le conclusioni dell'autore, il piacere del palato offerto dalla carne animale all'uomo risulta irrilevante a fronte dei maltrattamenti subiti dall'animale nell'allevamento e della sua uccisione.
L'opera di Singer, nonostante le numerose critiche di cui è stata oggetto, ha avviato un dibattito filosofico e pubblico sui diritti animali. Tra le opere più significative in questo campo, si inserisce I diritti animali, pubblicato qualche anno più tardi, nel 1983 in cui l'autore, il filosofo statunitense Tom Regan, criticando e rigettando le posizioni di Singer, mira a dimostrare che la vita animale ha valore intrinseco e che quindi gli animali devono essere trattati non come mezzi ma come fini: il vegetarianismo, pertanto, si configura nella teoria di Regan come una doverosa e logica conseguenza del fatto di riconoscere il diritto di vivere all'animale.

#### Il vegetarianismo oggi

Percentuale di vegetariani nel mondo

Oggi il vegetarianismo si è consolidato come un fenomeno in genere socialmente meglio accettato e convenzionale, affiancato da una crescente diffusione di periodici dedicati, libri e siti internet e dalla nascita di numerose associazioni locali e nazionali, e con una presenza di dimensioni crescenti sul mercato alimentare.

## Le ragioni del vegetarianismo
Le ragioni che comunemente sono alla base di una scelta vegetariana includono motivazioni etiche di rispetto per la vita animale, principi religiosi, attenzione per la salute e preoccupazione per l'ambiente. Tali motivazioni non sono tutte necessariamente adottate insieme, e anche se spesso due o più di loro possono coesistere negli stessi soggetti, solitamente una prevale sulle altre. Inoltre, l'influenza delle diverse motivazioni può variare in relazione al sesso (ad esempio in Italia la scelta etica è più sentita tra le donne, mentre gran parte degli uomini scelgono di seguire un regime vegetariano per il benessere fisico e una maggiore attenzione per la salute), al paese (ad esempio in India la motivazione religiosa è quella prevalente), nonché in relazione allo specifico regime vegetariano: il latto-ovo-vegetarianismo e le sue varianti latto-vegetarianismo e ovo-vegetarianismo sono adottati per lo più per ragioni religiose e/o salutistiche, il vegetalismo principalmente per ragioni etiche di rispetto per la vita e la sofferenza degli animali, il crudismo vegano soprattutto per ragioni salutistiche, il fruttarismo per questioni religioso-spirituali.

### Etica
Il vegetarianismo ispirato da ragioni etiche, praticato principalmente nelle forme di latto-ovo-vegetarianismo (e nelle sue varianti latto-vegetarianismo e ovo-vegetarianismo) e vegetalismo, benché abbia origini lontane nel tempo, solo negli ultimi decenni, come riflesso a un crescente sentimento di maggiore rispetto verso gli animali nei paesi sviluppati, ha conosciuto una maggiore diffusione.

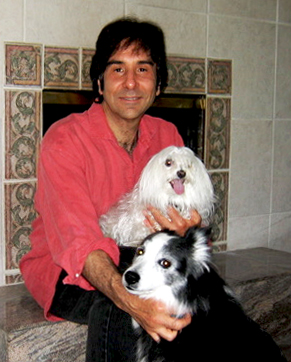
Gary L. Francione, filosofo statunitense e uno dei principali esponenti del movimento dei diritti animali

Nel vegetarianismo etico si ritiene che l'individuo animale, in quanto, analogamente all'uomo, essere senziente – capace cioè di provare sensazioni di piacere e dolore – e dotato, secondo molti autori di filosofia dei diritti animali, degli interessi fondamentali alla libertà, alla serenità e alla vita, debba essere trattato con rispetto e giustizia. Viene pertanto rifiutato il consumo di ogni tipo di carne in quanto cibo ottenuto con lo sfruttamento dell'animale (oggi spesso cresciuto in condizioni di grave sofferenza nei diffusi centri di allevamento intensivo) e il ricorso alla violenza dell'uccisione.
Nel vegetarianismo etico il rispetto per l'animale spesso non è comunque limitato alla sola sfera alimentare, ma influenza più o meno profondamente anche gli altri aspetti dell'esistenza personale. Sebbene non vi siano criteri fissi e prestabiliti a cui tutti i vegetariani etici debbano aderire nella prassi quotidiana e ogni soggetto si regoli nelle proprie scelte nel modo che ritiene più opportuno, nel vegetarianismo etico generalmente viene evitato l'uso e il consumo, per quanto possibile e praticabile, di prodotti derivanti da sfruttamento e uccisione degli animali. Pertanto, seppur l'aspetto alimentare rimane quello centrale, in molti casi un vegetariano etico indossa solo capi in fibre vegetali e sintetiche ed evita l'acquisto di ogni capo con parti di origine animale (pelliccia, pelle, lana, seta e imbottiture in piuma), usa cosmetici e prodotti per l'igiene personale e per la pulizia della casa non testati su animali, e in generale evita l'acquisto di altre merci con parti animali (come divani in pelle, tappeti in pelliccia, ornamenti in avorio, oggetti in osso, pennelli in pelo animale, ecc.).
Oltre alle scelte di consumo quotidiano, un vegetariano etico solitamente evita anche la pratica, la partecipazione e il sostegno ad attività che implicano un uso dell'animale e/o la sua uccisione, quali la sperimentazione su animali, caccia e pesca, spettacoli con animali come la corrida, il circo con animali o il rodeo, corse di cavalli, di cani o di altri animali, manifestazioni folcloristiche con uso di animali, zoo, acquari e strutture simili che detengono animali, commercio degli animali da compagnia e altre attività simili.
Questi aspetti si rivelano particolarmente importanti e sentiti nel veganismo etico. Il veganismo etico è dettato da principi etici di rispetto per la vita animale e basato sul pensiero antispecista e su una filosofia non-violenta della vita, come esemplificato nella posizione di Gary L. Francione e altri filosofi. Nella pratica quotidiana, oltre a quanto già detto, un vegano etico rifiuta anche il consumo di latte e latticini, uova e miele (e altri prodotti delle api) e tende a evitare quelle merci contenenti questi stessi ingredienti, che possono essere presenti in cosmetici e prodotti per l'igiene personale, mangimi per animali domestici e altri prodotti.

### Religione e spiritualità
Il vegetarianismo di natura religiosa ha radici antiche e risale ai primi grandi movimenti del VI secolo a.C. Una pratica alimentare vegetariana è tuttora diffusa presso gli aderenti a quei culti che suggeriscono o prescrivono il divieto del consumo di carni (e in alcuni casi di ogni prodotto di origine animale) e l'adesione al vegetarianismo come pratica di salute spirituale, mentale e/o corporea o come parte di una più vasta etica biocentrica di armonia e rispetto verso tutte le altre forme di vita. In altri casi invece il vegetarianismo viene integrato nella propria condotta in coloro che seguono particolari dottrine spirituali o percorsi di ricerca interiore per una più completa armonia personale.

### Salute
La crescente evidenza della relazione tra consumo di cibi animali – e in particolare di carni rosse (manzo, maiale, agnello e capra) e carni conservate (carni affumicate, stagionate o salate o con l'aggiunta di conservanti chimici) – e rischio di malattie croniche quali patologie cardiovascolari, cancro e diabete, la frequente diffusione di malattie virali e parassitarie presso gli animali allevati, il crescente uso di antibiotici e altri farmaci negli allevamenti, da una parte, e i numerosi studi sui benefici dei cibi vegetali in generale e sulle diete vegetariane in particolare, dall'altra, hanno fortemente contribuito negli ultimi decenni alla diffusione delle diete vegetariane presso le popolazioni dei paesi più ricchi. Più recentemente, inoltre, i rischi derivanti da un'eccessiva assunzione di grassi saturi e colesterolo, di cui sono ricchi latte, latticini e uova, la correlazione tra consumo di prodotti lattiero-caseari e coronaropatia e cancro al seno e la vasta diffusione dell'intolleranza al lattosio, hanno spostato l'attenzione anche verso le diete vegane.
Rispetto ai non-vegetariani, tra i vegetariani è stata osservata una minore incidenza per quanto riguarda alcune delle più diffuse patologie dei paesi ricchi: sovrappeso e obesità (in particolare tra i vegani), cardiopatia ischemica, alcuni tipi di tumore (della prostata, del colon-retto, dello stomaco, della vescica, linfoma non Hodgkin e mieloma multiplo), ipertensione arteriosa (in particolare tra i vegani), diabete mellito di tipo 2 (in particolare tra i vegani) e morbo di Alzheimer. I vegetariani sono inoltre risultati soggetti a un rischio minore anche per quanto riguarda appendicite acuta, artrite reumatoide, asma bronchiale, calcolosi biliare, cataratta (in particolare tra i vegani), diverticolite, costipazione (in particolare tra i vegani) e calcolosi urinaria. Le diete vegetariane – e in particolare le diete vegane – sono inoltre state utilizzate con successo nel trattamento di alcune patologie: malattie cardiovascolari, tumore alla prostata, ipertensione, diabete mellito di tipo 2, artrite reumatoide, asma bronchiale, fibromialgia e malattie renali.
Alcuni studi hanno rilevato una più alta incidenza di disturbi del comportamento alimentare tra gli adolescenti vegetariani rispetto alla popolazione generale degli adolescenti, tuttavia secondo gli studiosi l'adozione di diete vegetariane non aumenta in alcun modo il rischio di sviluppare disordini alimentari, sebbene la scelta di una dieta vegetariana possa essere utilizzata per camuffare un preesistente disturbo del comportamento alimentare. Per questo motivo le diete vegetariane sono in qualche modo più diffuse tra gli adolescenti con disturbi del comportamento alimentare.
Rispetto ai non-vegetariani, i vegetariani, e in particolare i vegani, sono anche risultati meno soggetti all'accumulo di inquinanti ambientali quali DDT, DDE e PCB, risultati significativamente inferiori sia nel latte materno di donne vegetariane, sia nelle concentrazioni plasmatiche e fecali dei vegetariani, inoltre si è constatato che più a lungo una persona segue una dieta vegana, più i livelli di diossine e PBDE tendono a scendere. È stato osservato che le donne anziane (tra i sessanta e i settant'anni) vegetariane presentano valori di stress ossidativo del DNA significativamente ridotti rispetto a donne anziane non-vegetariane, e non dissimili dai valori di donne più giovani (20-30 anni), inoltre si è ipotizzato che una dieta vegana può avere un ruolo nel condizionare parametri genici atti a promuovere una maggiore protezione contro l'insorgenza di patologie e una maggiore durata della vita. In due studi è stata osservata nei vegetariani anche una migliore qualità dell'umore (bassa frequenza di emozioni negative) rispetto ai non-vegetariani.
Mentre c'è evidenza che non vi sono differenze significative nella densità minerale ossea (BMD) tra latto-ovo-vegetariani e non-vegetariani, i dati sui vegani sono ancora scarsi: alcuni studi condotti in Asia (Cina e Thailandia) hanno rilevato valori minori di BMD rispetto ai non-vegetariani, ma si trattava di donne con apporti di proteine e calcio molto bassi, entrambi fattori di rischio per la salute ossea a lungo termine. Comunque, mentre non vi sono differenze significative tra latto-ovo-vegetariani e non-vegetariani per quanto riguarda il rischio di fratture, in donne vegane con un apporto di calcio inferiore ai 525 mg/die è stata osservata una maggiore incidenza. Secondo l'Academy of Nutrition and Dietetics i vegetariani, per favorire una buona salute ossea, devono assicurarsi l'assunzione di buoni apporti di calcio, magnesio e potassio (frutta e verdura), vitamina K (vegetali a foglia verde scuro), vitamina D (esposizione alla luce solare, prodotti fortificati o supplementi), un apporto adeguato ma non eccessivo di proteine, isoflavoni della soia e ridurre al contempo gli apporti di sodio.

### Ambiente

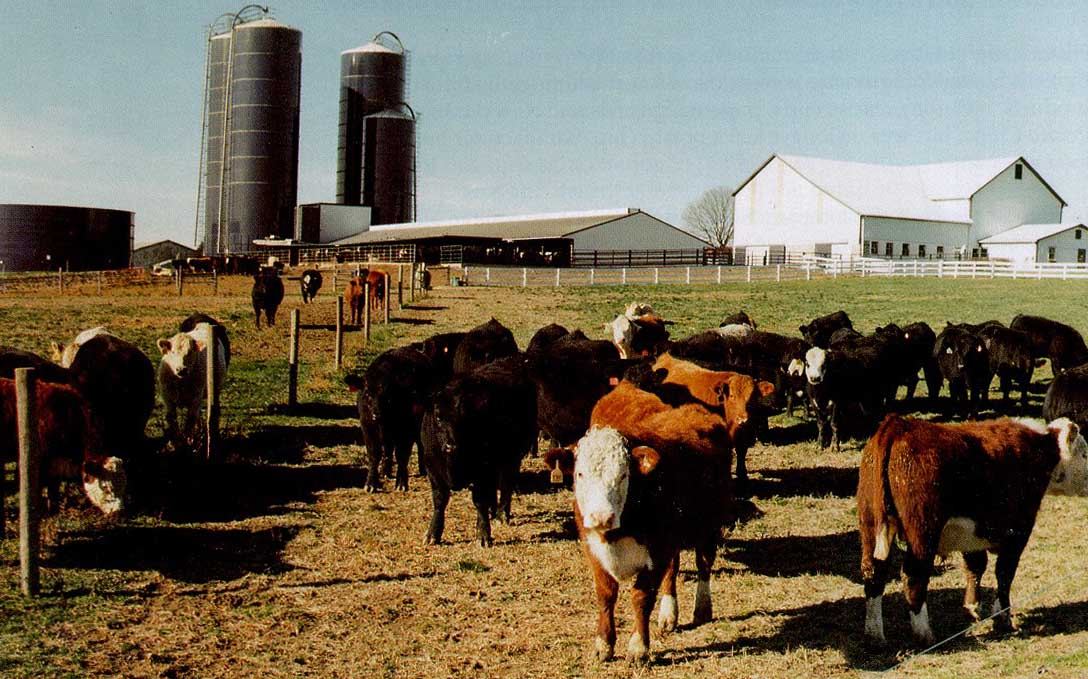
Un allevamento di manzi. Secondo la FAO il settore dell'allevamento è uno dei principali fattori di impatto ambientale globale.

Negli anni più recenti, insieme con la crescente attenzione della comunità umana per i problemi ambientali, le diete vegetariane hanno incominciato a diffondersi anche come una scelta ecologica consapevole.
Nella seconda metà del Novecento il consumo globale di carne è aumentato di 5 volte, passando da 45 milioni di tonnellate all'anno nel 1950 a 233 milioni di tonnellate all'anno nel 2000, e la FAO ha stimato che entro il 2050 si arriverà a 465 milioni di tonnellate. Ciò ha causato naturalmente un aumento del numero di animali allevati: secondo le statistiche della FAO (2007), in tutto il mondo ogni anno vengono uccisi, per fini alimentari, circa 56 miliardi di animali, esclusi pesci e altri animali marini. Questa crescita esplosiva della popolazione animale domestica degli ultimi decenni si è rivelata incompatibile con i ritmi naturali terrestri e ha inciso attraverso diversi modi sull'equilibrio della Terra.
Oggi la zootecnia globale è ritenuta un fattore centrale nell'uso di risorse alimentari e idriche, inquinamento delle acque, uso delle terre, deforestazione, degradazione del suolo ed emissioni di gas serra. Nonostante spesso sia un fattore trascurato, anche il consumo degli animali marini incide in maniera significativa sull'equilibrio ambientale, e la pesca e l'acquacoltura sono ritenuti anch'essi responsabili di diversi problemi di natura ambientale. L'insieme di questa situazione si ripercuote anche sulla fauna e sulla flora selvatica impoverendone la biodiversità. Nel 2006 la FAO ha pubblicato Livestock's Long Shadow un report scientifico di 390 pagine considerato il documento più noto e meglio documentato sul problema, in cui viene accuratamente valutato l'impatto globale del settore zootecnico sui problemi ambientali.
Negli ultimi anni si è determinato un crescente interesse della comunità scientifica sull'influenza che il consumo di cibi animali può avere sull'ambiente, e diversi studi hanno evidenziato i vantaggi che è possibile ottenere sul piano ambientale con l'adozione di diete vegetariane. Uno studio del 2003 condotto da ricercatori della Cornell University di New York ha constatato come «il sistema alimentare basato sul consumo di carne richiede più energia, terra e risorse idriche rispetto alla dieta latto-ovo-vegetariana». A un'analoga conclusione sono giunti dei ricercatori della Loma Linda University in uno studio del 2009,dove è stato rilevato che «[...] la dieta non-vegetariana richiede 2,9 volte più acqua, 2,5 volte più energia primaria, 13 volte più fertilizzanti e 1,4 volte più pesticidi rispetto alla dieta latto-ovo-vegetariana».
Nel 2012, nel corso della settimana mondiale dell'acqua, il SIWI (Stockholm International Water Institute) ha presentato un report in cui ha avvertito che «non ci sarà abbastanza acqua disponibile per produrre cibo per una popolazione di 9 miliardi di persone prevista per il 2050, se si continueranno a seguire le attuali tendenze verso la dieta comunemente adottata nei paesi occidentali», e proponendo una drastica riduzione del consumo di proteine animali fino ad arrivare a una quota pari al 5% delle proteine totali assunte con la dieta. Gli scienziati, nella presentazione del report, hanno affermato che l'adozione di una dieta vegetariana può offrire la possibilità di aumentare la disponibilità di acqua per produrre più cibo.
| Emissioni di gas serra in chilometri equivalenti                                | Emissioni di gas serra in chilometri equivalenti |
| ------------------------------------------------------------------------------- | ------------------------------------------------ |
| Dieta onnivora con prodotti da agricoltura non biologica                        | 4758 km                                          |
| Dieta onnivora con prodotti da agricoltura biologica                            | 4377 km                                          |
| Dieta onnivora con prodotti da agricoltura non biologica e senza carne di manzo | 4209 km                                          |
| Dieta latto-ovo-vegetariana con prodotti da agricoltura non biologica           | 2427 km                                          |
| Dieta latto-ovo-vegetariana con prodotti da agricoltura biologica               | 1978 km                                          |
| Dieta vegana con prodotti da agricoltura non biologica                          | 629 km                                           |
| Dieta vegana con prodotti da agricoltura biologica                              | 281 km                                           |

Naturalmente, a un minor consumo di cibi animali, corrisponde un minore impatto sull'ambiente. Per tale motivo una dieta vegana può essere considerata dal punto di vista ambientale la scelta alimentare più vantaggiosa. Ad esempio, per quanto riguarda le emissioni di gas serra, da uno studio del 2008 condotto dall'Institute for Ecological Economy Research di Berlino e volto a indagare l'impatto dell'agricoltura e dell'allevamento sull'effetto serra, emerge che, rispetto a una dieta vegana, una dieta latto-ovo-vegetariana ha un impatto di quasi 4 volte superiore, e una dieta a base di cibi animali ha un impatto di circa 7,5 volte superiore.
Per quanto riguarda il consumo idrico, la produzione di cibo per un giorno per una persona che segue una dieta a base di cibi animali necessita di 15100 l di acqua, 4500 per chi segue una dieta latto-ovo-vegetariana, mentre ne sono sufficienti solo 1100 per chi segue una dieta vegana: per persona, una dieta vegana richiede pertanto meno acqua nel corso di un anno rispetto a quanta ne occorre per una dieta a base di cibi animali per un solo mese.
Da un punto di vista più generale, uno studio del 2006 condotto da ricercatori italiani e volto a indagare tutti i possibili impatti ambientali derivanti da diete vegetariane e non-vegetariane, ha riscontrato che, rispetto a una dieta vegana, una dieta latto-ovo-vegetariana ha un impatto 1,8 volte superiore e una dieta a base di cibi animali 2,7 volte superiore, in riferimento a modelli alimentari formulati con parametri dietetici equilibrati e quindi in via teorica, per quanto riguarda i risultati ottenuti dai ricercatori per la dieta a base di cibi animali tipicamente condotta da un italiano medio, questa risulta invece avere un impatto 6,7 volte maggiore rispetto a una dieta vegana.

## Le diete vegetariane
Le diete vegetariane più diffuse sono basate su cereali, legumi, verdura e frutta (sia fresca sia secca) e, in misura ridotta, comprendono latte, latticini e uova per coloro che ne fanno uso. Molti prodotti comunemente usati in una dieta vegetariana sono normalmente diffusi in tutto il mondo, ad esempio pasta, pane, riso, fagioli o piselli. Molti altri prodotti, non indispensabili ai fini dell'equilibrio della dieta ma comunque solitamente usati nella preparazione dei pasti vegetariani, sono invece normalmente assenti in una classica dieta occidentale e appartengono ad altre tradizioni quali quelle dei paesi asiatici, arabi, centro e sud americani o dell'area mediterranea, configurando così le diete vegetariane come diete multietniche e senza barriere nazionali. Ad esempio, troviamo cereali come kamut, miglio e quinoa, preparazioni a base di cereali quali bulgur, cous-cous e seitan, soia e prodotti a base di soia (tofu, tempeh e proteine vegetali ristrutturate), alghe alimentari, semi oleaginosi di varia natura (anche sotto forma di crema, come il tahin), condimenti come shoyu, miso e tamari, dolcificanti come il malto. Prodotti a base vegetale, quali ad esempio hamburger, yogurt o latte vegetale, possono essere usati in sostituzione dei corrispettivi prodotti con carne, latte e uova.

### Aspetti nutrizionali
Sostenitori
     Informatori
     Non informati
     Critici
     Nessuna linea guida
     Linea guida non analizzata

Posizione dei paesi sulle diete vegetariane all'interno delle loro linee guida dietetiche basate su alimenti:
Sostenitori
Informatori
Non informati
Critici
Nessuna linea guida
Linea guida non analizzata

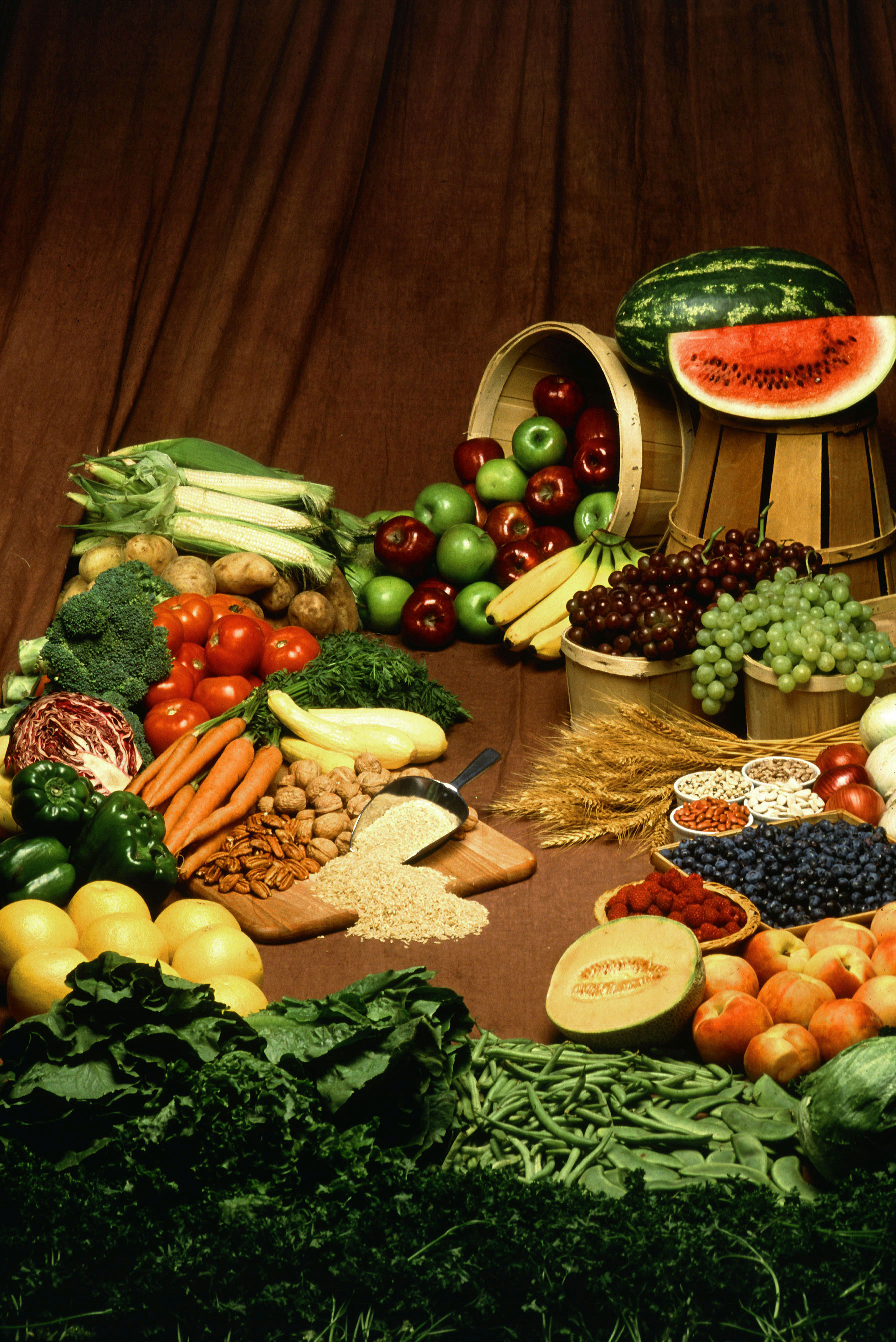
Cereali, legumi, verdura e frutta costituiscono la base delle diete vegetariane più diffuse

I carboidrati, contenuti per la maggior parte nel regno vegetale, e in particolare quelli assimilabili nei cereali (e negli ortaggi e nella frutta per quelle diete vegetariane prive di cereali), costituiscono il principale componente di una dieta vegetariana e la maggiore fonte energetica, così come correttamente previsto nell'ambito di una dieta ben bilanciata. Le diete vegetariane risultano generalmente adeguate nei livelli di proteine e, in particolare le diete vegane, hanno tipicamente un contenuto medio di grassi, grassi saturi e colesterolo minore e un maggiore apporto di grassi polinsaturi.
Diversi studi hanno suggerito che i vegetariani (e soprattutto i vegani) tendano ad avere livelli ematici di EPA e DHA inferiori ai non-vegetariani, anche se in uno studio più recente i livelli di EPA e DHA nei vegetariani sono risultati maggiori a quelli dei non-vegetariani e pressoché identici a chi consuma frequentemente pesce.
Le diete vegetariane risultano generalmente adeguate anche nei livelli di calcio (sebbene gli introiti di calcio dei vegani possano risultare al di sotto dei livelli raccomandati) e vitamina D; rispetto alle diete a base di prodotti animali, si presentano ricche in magnesio, potassio, vitamina B9, vitamina C e vitamina E e, in particolare le diete vegane, hanno tipicamente un maggiore apporto di fitocomposti e fibra.
Sebbene gli adulti vegetariani presentino più bassi depositi di ferro rispetto ai non-vegetariani, i loro livelli sierici di ferritina si collocano usualmente all'interno del range di normalità. Gli studi sull'adeguatezza dell'apporto di zinco tra i vegetariani occidentali hanno dato risultati contrastanti, in quanto alcuni studi riferiscono assunzioni di zinco congrue con le raccomandazioni, mentre altri studi hanno rilevato assunzioni di zinco significativamente ridotte. Non c'è comunque riscontro di deficienze conclamate di zinco nei vegetariani dei paesi occidentali.
Poiché nessun cibo di origine vegetale può essere considerato una fonte affidabile di vitamina B12, i vegani e altri vegetariani stretti possono ottenere questa vitamina con l'uso di cibi addizionati quali latti vegetali, cereali per la colazione o prodotti a base di soia. Poiché l'utilizzo costante di tali prodotti può risultare poco pratico, medici e ricercatori che si occupano di nutrizione vegetariana consigliano l'uso (giornaliero o settimanale a seconda del prodotto scelto) di un supplemento vitaminico di B12.
L'Academy of Nutrition and Dietetics (ex American Dietetic Association) sostiene che «le diete vegane, latto-vegetariane e latto-ovo-vegetariane ben pianificate sono appropriate per tutti gli stadi del ciclo vitale, inclusi gravidanza e allattamento. Le diete vegane, latto-vegetariane e latto-ovo-vegetariane correttamente strutturate soddisfano i fabbisogni nutrizionali dei bambini nella prima e seconda infanzia e degli adolescenti, e promuovono una crescita normale». Durante la gravidanza e l'allattamento è importante che la dieta delle madri vegane contenga delle fonti quotidiane e affidabili di vitamina B12 (cibi fortificati e/o integratore), in quanto durante queste fasi della vita la B12 immagazzinata nell'organismo della donna è poco disponibile per il bambino. La mancata assunzione di cibi fortificati e/o integratore di B12 da parte della madre durante la gravidanza e l'allattamento conduce a gravi effetti avversi sul bambino, quali arresto o regressione della crescita, ipotonia, atrofia cerebrale, anemia megaloblastica, riduzione delle capacità motorie e difetti neurologici permanenti. Le diete vegetariane, grazie al loro elevato contenuto in carboidrati e basso contenuto in grassi, si configurano anche come diete ottimali per chi pratichi sport e sono in grado di soddisfare anche il fabbisogno degli atleti agonisti.

## Vegetariani celebri

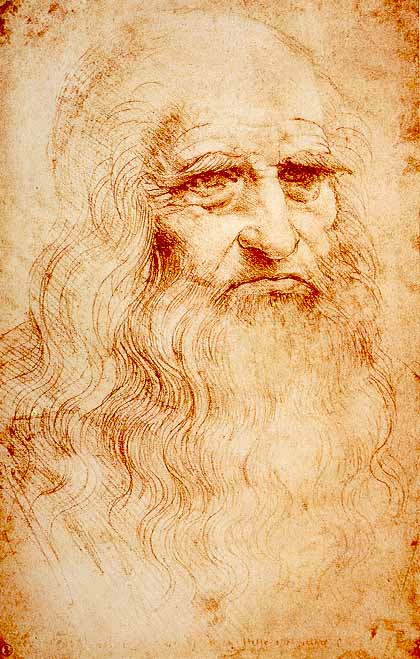
Leonardo da Vinci

A partire da Pitagora di Samo, considerato l'iniziatore e l'emblema stesso del vegetarianismo, oltre ai già citati Plutarco, Porfirio, Voltaire, Richard Wagner, Lev Tolstoj, Mohandas Gandhi, George Bernard Shaw, la storia ha offerto numerose testimonianze di celebri personaggi che aderirono a una dieta vegetariana.
Tra i più citati dalla comunità vegetariana vi è Leonardo da Vinci, che così si pronunciò:
Tuttavia è bene ricordare che alcune liste della spesa pervenute ai giorni nostri e direttamente compilate da Leonardo per i suoi domestici, includono anche carne e uova.
Tra gli altri vegetariani celebri della storia si possono ricordare, Epicuro (latto-vegetariano), Jiddu Krishnamurti (latto-vegetariano), Isaac Bashevis Singer, Hideaki Anno, tra gli sportivi Carl Lewis (vegano), Scott Jurek (vegano), Bill Pearl, Lewis Hamilton (vegano), tra le celebrità della musica Sia (vegana), Jovanotti (vegetariano), Colin Morgan (ovo-vegetariano), Ariana Grande (vegana), Paul McCartney, Moby (vegano), tra i nomi della scienza Margherita Hack e Umberto Veronesi. Tra questi spunta anche la figura di Adolf Hitler, sotto il cui potere tuttavia furono messe fuori legge le associazioni vegetariane e vietate le loro pubblicazioni e rimangono comunque diversi dubbi in merito al suo vegetarianismo.

## Diffusione del vegetarianismo
Alcuni paesi vantano una lunga tradizione vegetariana, in particolare l'India, dove il 40% della popolazione è vegetariano. Nei paesi più ricchi, invece, solo da qualche decennio si è maturato un interesse verso questo tipo di diete, e solo negli anni più recenti si può osservare una crescente diffusione delle diete vegetariane: ad esempio negli USA circa il 5% della popolazione adulta (circa dodici milioni di persone) segue in modo regolare una dieta latto-ovo-vegetariana e circa la metà di questa percentuale è vegano, circa il 3% dei bambini e degli adolescenti tra gli 8 e i 18 anni è latto-ovo-vegetariano e quasi l'1% è vegano, inoltre molti consumatori riferiscono interesse nei confronti delle diete vegetariane. Altri paesi occidentali presentano percentuali ancora maggiori, ad esempio la Germania, dove oltre il 7% della popolazione è vegetariano o l'Italia, con il 6,5% di vegetariani e lo 0,6% di vegani.

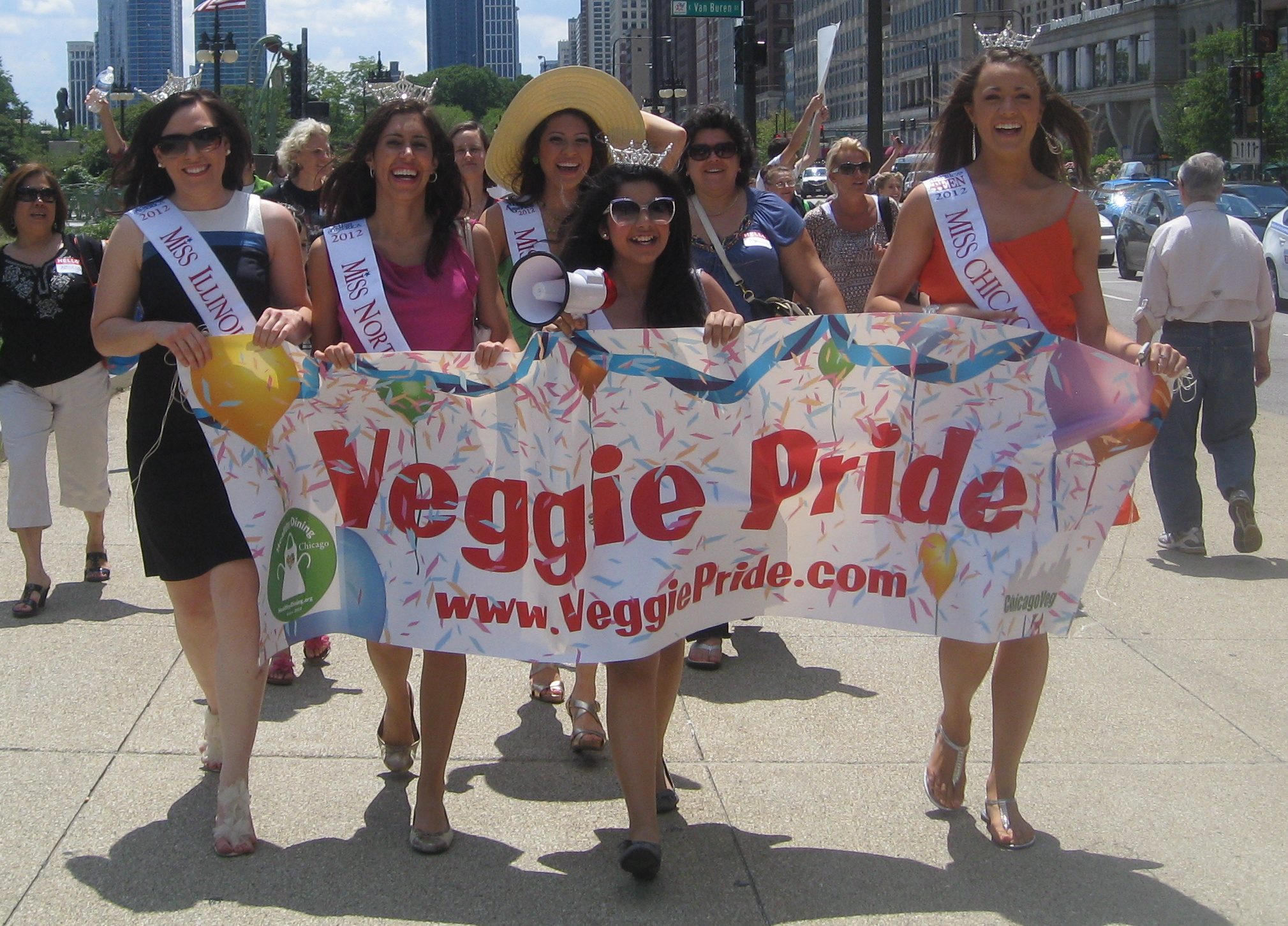
Manifestanti in corteo sfilano al Chicago Veggie Pride Parade del 2012

## Manifestazioni ed eventi
Il 1º ottobre si festeggia il World Vegetarian Day (giornata vegetariana mondiale), mentre dal 1º al 7 ottobre si celebra l'International Vegetarian Week (settimana vegetariana internazionale). Il 1º novembre invece si festeggia il World Vegan Day (giornata vegana mondiale).
Inoltre ogni anno in tutto il mondo si organizzano numerosi festival e manifestazioni varie sul vegetarianismo. Tra le più note manifestazioni in Europa vi è il Veggie Pride (orgoglio vegetariano) che, nato a Parigi il 13 ottobre 2001, ha luogo ogni anno il terzo sabato di maggio in Francia e dal 2008 viene organizzato anche in Italia (la prima edizione si è tenuta a Roma e le successive a Milano).